# Festival Internacional de Cine de Venecia de 2015
El 72ª Mostra de Venecia, el festival internacional de cine más importante de Europa, tuvo lugar en la ciudad italiana del 2 al 12 de septiembre de 2015. Alfonso Cuarón ejerció de presidente del Jurado en la competición principal. Con una versión restaurada de la película Amarcord, de Federico Fellini, dio comienzo el festival. La película venezolana Desde allá, de Lorenzo Vigas, ganó el León de Oro.

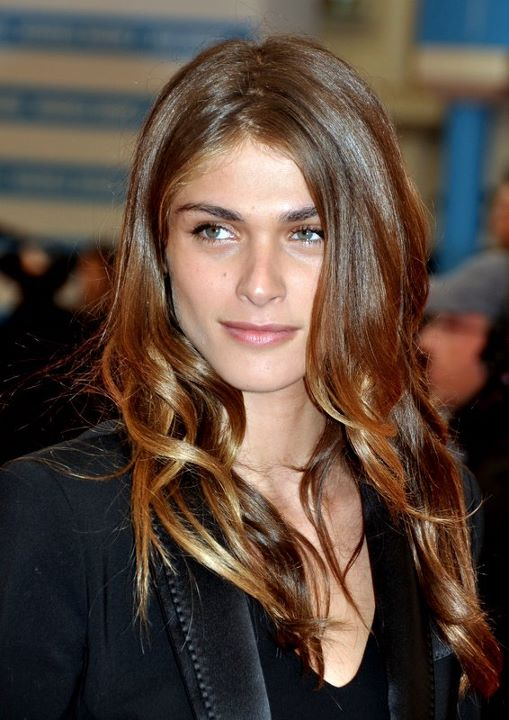
Elisa Sednaoui, presentadora de la ceremonia inaugural de la 72.ª edición de la Mostra de Venecia.

Everest fue la película seleccionada para abrir la sección de noche del festival, mientras la película del cineasta Guan Hu,Mr. Six, cerró el festival. La actriz y directora Elisa Sednaoui condujo las respectivas ceremonias de apertura y cierre del festival.
El cartel del festival representaba a la actriz Nastassja Kinski delante de Wim Wenders, mítico director del filme París, Texas, mientras de fondo aparecía un dibujo de Antoine Doinel, que tan magistralmente interpretó Jean-Pierre Léaud en el filme de François Truffaut de 1959 Los 400 golpes, ya recordado en el cartel de la 71.ª Mostra de Venecia.
El festival honró a Brian De Palma con Gloria al Filmmaker con un premio y una película documental titulada De Palma por Noah Baumbach y Jake Paltrow también exhibida en el festival. Jonathan Demme recibió el Premio al Talento y también participó como presidente del jurado de la sección Horizontes (Orizzonti).

## Jurado
Competición principal
- Alfonso Cuarón: director mexicano (Presidente de Jurado)
- Elizabeth Banks: director y actriz americanos
- Diane Kruger: actriz alemana
- Emmanuel Carrère: autor francés, guionista y director
- Nuri Bilge Ceylan: director turco
- Pawel Pawlikowski: director polaco
- Francesco Munzi: director italiano
- Hou Hsiao-Hsien: director taiwanés
- Lynne Ramsay: guionista y director escoceses

Horizontes (Orizzonti)
- Jonathan Demme: director americano  (Presidente de Jurado)
- Alix Delaporte: guionista y director franceses
- Paz Vega: actriz española
- Fruta Chan: director de Hong Kong
- Anita Caprioli: actriz italiana

Luigi De Laurentiis
- Saverio Costanzo: director italiano  (Presidente de Jurado)
- Roger García: productor de Hong Kong
- Natacha Laurent: crítico de película francesa e historiador
- Charles Burnett: director estadounidense
- Daniela Michel: periodista mexicano

## Selección oficial

### En Competición
Las películas siguientes estuvieron seleccionadas para la competición principal:
| Título español/inglés | Título original                 | Director(s)                    | País de producción                |
| --------------------- | ------------------------------- | ------------------------------ | --------------------------------- |
| 11 Minutos            | 11 minut                        | Jerzy Skolimowski              | Polonia                           |
| Anomalisa             | Anomalisa                       | Charlie Kaufman y Duke Johnson | Estados Unidos                    |
| Cegados por el sol    | Un más Grande Splash            | Luca Guadagnino                | Italia, Francia                   |
| Behemoth              | 悲兮魔兽                        | Zhao Liang                     | China, Francia                    |
| Bestias sin patria    | Beasts of No Nation             | Cary Fukunaga                  | Estados Unidos                    |
| Sangre de mi Sangre   | Sangue del mio sangue           | Marco Bellocchio               | Italia                            |
| El Clan               | El Clan                         | Pablo Trapero                  | Argentina, España                 |
| La chica danesa       | The Danish Girl                 | Tom Hooper                     | Reino Unido, Estados Unidos       |
| Desde allá            | Desde allá                      | Lorenzo Vigas                  | Venezuela, México                 |
| El Río Inacabable     | The Endless River               | Oliver Hermanus                | Sudáfrica, Francia                |
| Almas Gemelas         | Equals                          | Drake Doremus                  | Estados Unidos                    |
| Francofonia           | Francofonia                     | Alexander Sokurov              | Francia, Alemania, Países Bajos   |
| Frenesí               | Abluka                          | Emin Alper                     | Turquía, Francia, Catar           |
| Corazón de un Perro   | Heart of a Dog                  | Laurie Anderson                | Estados Unidos                    |
| La Espera             | L'attesa                        | Piero Messina                  | Italia, Francia                   |
| Looking for Grace     | Looking for Grace               | Sue Brooks                     | Australia                         |
| L'Hermine             | L'Hermine                       | Christian Vincent              | Francia                           |
| Madame Marguerite     | Marguerite                      | Xavier Giannoli                | Francia, República Checa, Bélgica |
| Por amor vostro       | Por amor vostro                 | Giuseppe M. Gaudino            | Italia, Francia                   |
| Rabin, el último día  | Le dernier jour d'Yitzhak Rabin | Amos Guitai                    | Israel, Francia                   |
| Remember              | Remember                        | Atom Egoyan                    | Canadá, Alemania                  |

### Fuera de Competición
Las películas siguientes estuvieron seleccionadas para ser screened fuera de competición:
| Título español/inglés                       | Título original                             | Director(s)                  | País de producción             |
| ------------------------------------------- | ------------------------------------------- | ---------------------------- | ------------------------------ |
| Tarde                                       | 那日下午                                    | Tsai Ming-liang              | Taiwán                         |
| Estrictamente Criminal                      | Black Mass                                  | Scott Cooper                 | Estados Unidos                 |
| De Palma                                    | De Palma                                    | Noah Baumbach y Jake Paltrow | Estados Unidos                 |
| El Acontecimiento                           | Sobytie                                     | Sergei Loznitsa              | Netherlands, Bélgica           |
| Everest                                     | Everest                                     | Baltasar Kormákur            | Estados Unidos                 |
| Gli uomini di questa città io No li conosco | Gli uomini di questa città io No li conosco | Franco Maresco               | Italia                         |
| Blackway                                    | Go with Me                                  | Daniel Alfredson             | Estados Unidos, Canadá, Suecia |
| In Jackson Heights                          | In Jackson Heights                          | Frederick Wiseman            | Estados Unidos                 |
| Janis: Little Girl Blue                     | Janis: Little Girl Blue                     | Amy J. Berg                  | Estados Unidos                 |
| La calle de la Amargura                     | La calle de la Amargura                     | Arturo Ripstein              | España, México                 |
| L'esercito piu piccolo del mondo            | L'esercito piu piccolo del mondo            | Gianfranco Pannone           | Estado de Ciudad del Vaticano  |
| Señor Seis                                  | Lao Pao Er/老炮儿                           | Guan Hu                      | China                          |
| No seas malo                                | No essere cattivo                           | Claudio Caligari             | Italia                         |
| Spotlight                                   | Spotlight                                   | Thomas McCarthy              | Estados Unidos                 |
| Winter on Fire: Ukraine's Fight for Freedom | Зима у вогні                                | Evgeny Afineevsky            | Ucrania                        |

### Horizontes
Las películas siguientes estuvieron seleccionadas para los Horizontes (Orizzonti) sección:

#### Largometrajes
| Título español/inglés      | Título original               | Director(s)             | País de producción                     |
| -------------------------- | ----------------------------- | ----------------------- | -------------------------------------- |
| A Copy of My Mind          | A Copy of My Mind             | Joko Anwar              | Indonesia, Corea del Sur               |
| Krigen                     | Krigen                        | Tobias Lindholm         | Dinamarca                              |
| Boi Neon                   | Boi Neon                      | Gabriel Mascaro         | Brasil, Uruguay, Países Bajos          |
| Miércoles, 9 de mayo       | Chaharshanbeh, 19 Ordibehesht | Vahid Jalilvand         | Irán                                   |
| La infancia de un líder    | The Childhood of a Leader     | Brady Corbet            | Reino Unido, Hungría, Bélgica, Francia |
| Free in Deed               | Free in Deed                  | Jake Mahaffy            | Estados Unidos, Nueva Zelanda          |
| Italian Gangsters          | Italian Gangsters             | Renato De Maria         | Italia                                 |
| Interrogatorio             | Visaranai / விசாரணை              | Vetrimaaran             | India                                  |
| Interruption               | Interruption                  | Yorgos Zois             | Grecia, Francia, Croacia               |
| Madame Courage             | Madame Courage                | Merzak Allouache        | Argelia, Francia, UAE                  |
| Man Down                   | Man Down                      | Dito Montiel            | Estados Unidos                         |
| Mate-Me Por Favor          | Mate-Me Por Favor             | Anita Rocha Da Silveira | Brasil, Argentina                      |
| Montaña                    | Ha'har                        | Yaelle Kayam            | Israel                                 |
| Pecore En Eerba            | Pecore En Eerba               | Alberto Caviglia        | Italia                                 |
| Taj Mahal                  | Taj Mahal                     | Nicolas Saada           | Francia, Bélgica                       |
| Tempête                    | Tempête                       | Samuel Collardey        | Francia                                |
| Un monstruo de mil cabezas | Un monstruo de mil cabezas    | Rodrigo Plá             | México                                 |
| Lama Azavtani              | Lama Azavtani                 | Hadar Morag             | Israel, Francia                        |

#### Cortometrajes
| Título original                  | Director(s)                    | País de producción             |
| -------------------------------- | ------------------------------ | ------------------------------ |
| Oh Gallow Pone                   | Julian Wayser                  | Estados Unidos                 |
| Belladonna                       | Dubravka Turic                 | Croacia                        |
| Jer Pistola muer rao jer pistola | Wichanon Somunjarn             | Tailandia                      |
| Dvorišta                         | Ivan Salatic                   | Montenegro                     |
| Champ des possibles              | Cristina Picchi                | Canadá                         |
| 55 Pastillas                     | Sebastián Muro                 | Argentina                      |
| Tarântula                        | Aly Muritiba Y Marja Calafanje | Brasil                         |
| Hou                              | Jie Shen                       | China                          |
| It Seems to Hang on              | Kevin Jerome Everson           | Estados Unidos                 |
| Violences en Réunion             | Karim Boukercha                | Francia                        |
| En defensa Propia                | Mariana Arriaga                | México                         |
| E.T.E.R.N.I.T.                   | Giovanni Aloi                  | Francia                        |
| New Eyes                         | Hiwot Admasu Getaneh           | Francia, Alemania, Reino Unido |

#### Fuera de Competición
| Título inglés | Título original | Director(s)   | País de producción                          |
| ------------- | --------------- | ------------- | ------------------------------------------- |
| Cero          | Cero            | David Victori | Estados Unidos, Reino Unido, España, México |

### Venice Classics
La siguiente selección de películas restauradas y documentales sobre el cine fueron proyectadas en esta sección:
| Restored classic films               | Restored classic films              | Restored classic films              | Restored classic films   |
| Título español/inglés                | Título original                     | Director(s)                         | País de producción       |
| ------------------------------------ | ----------------------------------- | ----------------------------------- | ------------------------ |
| Alexander Nevski (1938)              | Александр Невский                   | Sergei Eisenstein                   | Unión Soviética          |
| Amarcord (1973)                      | Amarcord (1973)                     | Federico Fellini                    | Italia                   |
| El bello Sergio (1958)               | Le Beau Serge                       | Claude Chabrol                      | France                   |
| Aquellos días de juventud (1983)     | 風櫃來的人 / Fēngguì lái de rén     | Hou Hsiao-hsien                     | Taiwán                   |
| Apenas un delincuente (1949)         | Apenas un delincuente (1949)        | Hugo Fregonese                      | Argentina                |
| El diablo dijo no (1943)             | Heaven Can Wait                     | Ernst Lubitsch                      | EE.UU.                   |
| Umut (1970)                          | Umut (1970)                         | Yilmaz Güney                        | Turquía                  |
| Léon Morin, sacerdote (1961)         | Léon Morin, prêtre                  | Jean-Pierre Melville                | Francia                  |
| La lupa (1953)                       | La lupa (1953)                      | Alberto Lattuada                    | Italy                    |
| A vida o muerte (1946)               | A Matter of Life and Death          | Michael Powell & Emeric Pressburger | United Kingdom           |
| The Merchant of Venice (1969 corto)  | The Merchant of Venice (1969 corto) | Orson Welles                        | EE. UU.                  |
| I Mostri (1963)                      | I Mostri (1963)                     | Dino Risi                           | Italia                   |
| Otelo (1951)                         | Othello                             | Orson Welles                        | Italia, Francia, EE. UU. |
| Poder y gloria (1933)                | The Power and the Glory             | William K. Howard                   | EE.UU.                   |
| Ray of Sunshine (1933)               | Sonnenstrahl                        | Paul Fejos                          | Alemania, Austria        |
| Barbarroja (1965)                    | 赤ひげ / Akahige                    | Akira Kurosawa                      | Japón                    |
| Saló o los 120 días de Sodoma (1975) | Salò o le 120 giornate di Sodoma    | Pier Paolo Pasolini                 | Italia                   |
| Sed eterna (1957)                    | प्यासा / Pyaasa                        | Guru Dutt                           | India                    |
| To Sleep with Anger (1990)           | To Sleep with Anger (1990)          | Charles Burnett                     | EE. UU.                  |
| The Trial of Vivienne Ware (1932)    | The Trial of Vivienne Ware (1932)   | William K. Howard                   | EE. UU.                  |
| Vogliamo i colonnelli (1973)         | Vogliamo i colonnelli (1973)        | Mario Monicelli                     | Italia                   |
| Pattes blanches (1949)               | Pattes blanches (1949)              | Jean Grémillon                      | Francia                  |

| Documentales de cine          | Documentales de cine                           | Documentales de cine | Documentales de cine    |
| Título original               | Director(s)                                    | País de producción   |                         |
| ----------------------------- | ---------------------------------------------- | -------------------- | ----------------------- |
| The 1000 Eyes of Dr. Maddin   | The 1000 Eyes of Dr. Maddin                    | Yves Montmayeur      | Francia                 |
| Alfredo Bini, ospite inatteso | Simone Isola                                   | Italia               |                         |
| Dietro gli occhiali bianchi   | Valerio Ruiz                                   | Italia               |                         |
| A Flickering Truth            | A Flickering Truth                             | Pietra Brettkelly    | New Zealand, Afganistán |
| For the Love of a Man         | For the Love of a Man                          | Rinku Kalsy          | India                   |
| Helmut Berger, Actor          | Helmut Berger, Actor                           | Andreas Horvath      | Austria                 |
| N/A                           | Jacques Tourneur le médium: filmer l'invisible | Alain Mazars         | Francia                 |
| Mifune: The Last Samurai      | Mifune: The Last Samurai                       | Steven Okazaki       | Japón                   |
| Venise (1912)                 | Venise (1912)                                  | conocido (Gaumont)   | Francia                 |

En Mayusuclas muestra el premio a la mejor película y al mejor documental restaurado.

### Biennale College - Cinema
Las películas siguientes estuvieron seleccionadas para la "Biennale College - Cinema", sobre un taller de educación superior para películas de micro presupuesto:
| Título original | Director(s) | País de producción |               |
| --------------- | ----------- | ------------------ | ------------- |
| Baby Bump       | Baby Bump   | Kuba Czekaj        | Polonia       |
| Blanka          | Blanka      | Kohki Hasei        | Japón, Italia |
| The Fits        | The Fits    | Anna Rose Holmer   | EE. UU.       |

### Final Cut in Venice
Las películas siguientes estuvieron seleccionadas para la "Final Cut in Venice", un taller de promoción la posproducción de películas de África:
| Título original        | Director(s)            | País de producción |           |
| ---------------------- | ---------------------- | ------------------ | --------- |
| Ali Mea'za We Ibrahim  | Ali Mea'za We Ibrahim  | Sherif Elbendary   | Egipto    |
| Tigmi Nigren           | Tigmi Nigren           | Tala Hadid         | Marruecos |
| Tarik Al-Jenah         | Tarik Al-Jenah         | Atia Al-Daradji    | Irak      |
| Deek Beirut            | Deek Beirut            | Ziad Kalthoum      | Siria     |
| Havibon                | Havibon                | Hakar Abdulqadir   | Irak      |
| Zaineb Takrahou Ethelj | Zaineb Takrahou Ethelj | Kaouther Ben Hania | Tunex     |

### Il Cinema nel Giardino
Las películas siguientes estuvieron seleccionadas para la sección Il Cinema nel Giardino:
| Título original                                | Director(s) | País de producción                                                                  |        |
| ---------------------------------------------- | ----------- | ----------------------------------------------------------------------------------- | ------ |
| Al centro del cinema                           | 6 Sep       | Gianandrea Caruso, Chiara Dainese, Davide Minotti, Bernardo Pellegrini, Maria Tilli | Italia |
| Carlo Lizzani, Il mio cinema                   | 3 Sep       | Roberto Torelli, Cristina Torelli, Paolo Luciani                                    | Italia |
| Il decalogo di Vasco                           | 11 Sep      | Fabio Masi                                                                          | Italia |
| Torn (Torn - Strappati)                        | 9 Sep       | Alessandro Gassmann                                                                 | Italia |
| Where is the Goldfish? (Il pesce rosso dov'è?) | 10 Sep      | Elisabetta Sgarbi                                                                   | Italia |
| ZAC - I Fiori del MALE                         | 8 Sep       | Massimo Denaro                                                                      | Italia |

## Secciones autónomas

### Semana de los Críticos Internacionales de Venecia
Las películas siguientes estuvieron seleccionadas para la 29.ª Semana de Críticos de Cine Internacional de Venecia:

#### Largometrajes
| Título inglés      | Título original    | Director(es)        | País de producción                   |
| ------------------ | ------------------ | ------------------- | ------------------------------------ |
| Kalo Pothi         | Kalo Pothi         | Min Bahadur Bham    | Nepal, Francia, Alemania             |
| Tanna              | Tanna              | Martin Butler       | Australia                            |
| Light Years        | Light Years        | Esther May Campbell | Reino Unido                          |
| Montanha           | Montanha           | João Salaviza       | Portugal, Francia                    |
| Motherland         | Ana Yurdu          | Senem Tüzen         | Turquía, Grecia                      |
| Banat (Il viaggio) | Banat (Il viaggio) | Adriano Valerio     | Italia, Rumanía, Bulgaria, Macedonia |
| The return         | The return         | Green Zeng          | Singapur                             |

#### Fuera de Competición (exploración Especial)
| Título inglés  | Título original | Director(s)          | País de producción |
| -------------- | --------------- | -------------------- | ------------------ |
| Humano         | Humano          | Yann Arthus-Bertrand | Francia            |
| Bagnoli Jungle | Bagnoli Jungle  | Antonio Capuano      | Italia             |
| Orphan         | Orphan          | Peter Mullan         | Reino Unido        |
| Jia            | Jia             | Shumin Liu           | China, Australia   |

### Días de Venecia
Las películas siguientes estuvieron seleccionadas para la 12.ª edición de los Días de Venecia (Giornate degli Autori) sección:

#### Selección oficial
| Título español           | Título original          | Director(es)      | País de producción                              |
| ------------------------ | ------------------------ | ----------------- | ----------------------------------------------- |
| La memoria del agua      | La memoria del agua      | Matías Bize       | Chile, España, Argentina, Alemania              |
| À peine j'ouvre les yeux | À peine j'ouvre les yeux | Leyla Bouzid      | Francia, Túnez, Bélgica, Emiratos árabes Unidos |
| Viva la sposa            | Viva la sposa            | Ascanio Celestini | Italia, Francia, Bélgica                        |
| Klezmer                  | Klezmer                  | Piotr Chrzan      | Polonia                                         |
| Retribution              | El desconocido           | Dani de la Torre  | España                                          |
| Lolo                     | Lolo                     | Julie Delpy       | Francia                                         |
| Arianna                  | Arianna                  | Carlo Lavagna     | Italia                                          |
| La prima luce            | La prima luce            | Vincenzo Marra    | Italia                                          |
| Island city              | Island city              | Ruchika Oberoi    | India                                           |
| Underground Fragrance    | Underground Fragrance    | Pengfei           | Francia, China                                  |
| Early Winter             | Early Winter             | Michael Rowe      | Australia, Canadá                               |
| The Daughter             | The Daughter             | Simon Stone       | Australia                                       |

#### Acontecimientos especiales
| Título español                                            | Título original                                           | Director(s)                                                                                | País de producción           |
| --------------------------------------------------------- | --------------------------------------------------------- | ------------------------------------------------------------------------------------------ | ---------------------------- |
| Milano 2015                                               | Milano 2015                                               | Elio, Roberto Bolle, Silvio Soldini, Walter Veltroni, Cristiana Capotondi, Giorgio Diritti | Italia                       |
| Harry's Bar                                               | Harry's Bar                                               | Carlotta Cerquetti                                                                         | Italia                       |
| Innocence of Memories - Orhan Pamuk's Museum and Istanbul | Innocence of Memories - Orhan Pamuk's Museum and Istanbul | Grant Gee                                                                                  | Reino Unido, Irlanda, Italia |
| Viva Ingrid!                                              | Viva Ingrid!                                              | Alessandro Rossellini                                                                      | Italia                       |
| Ma                                                        | Ma                                                        | Celia Rowlson-Sala                                                                         | Estados Unidos               |
| Zonda, folclore argentino                                 | Zonda, folclore argentino                                 | Carlos Saura                                                                               | Argentina, España, Francia   |

#### Miu Miu Los cuentos de las mujeres
| Título español | Título original | Director(s)      | País de producción |
| -------------- | --------------- | ---------------- | ------------------ |
| De Djess       | De Djess        | Alice Rohrwacher | Italia             |
| Les 3 Boutons  | Les 3 Boutons   | Agnès Varda      | Francia, Italia    |

#### Proyectos especiales
| Título español                                                       | Título original                                                      | Director(s)                    | País de producción |
| -------------------------------------------------------------------- | -------------------------------------------------------------------- | ------------------------------ | ------------------ |
| Il paese Buceó gli alberi volano. Eugenio Barba e i giorni dell'Odin | Il paese Buceó gli alberi volano. Eugenio Barba e i giorni dell'Odin | Davide Barletti, Jacopo Quadri | Italia             |
| Bangland                                                             | Bangland                                                             | Lorenzo Berghella              | Italia             |
| Yo sogni del lago salato                                             | Yo sogni del lago salato                                             | Andrea Segre                   | Italia             |

#### Premio Lux
| Título español | Título original | Director(s)                        | País de producción                               |
| -------------- | --------------- | ---------------------------------- | ------------------------------------------------ |
| Mediterranea   | Mediterranea    | Jonas Carpignano                   | Italia, Estados Unidos, Alemania, Francia, Catar |
| Mustang        | Mustang         | Deniz Gamze Ergüven                | Francia, Alemania, Turquía, Catar                |
| Urok           | Urok            | Kristina Grozeva y Petar Valchanov | Bulgaria, Grecia                                 |

## Premios
Los premios de la 72.ª edición fueron los siguientes:

### Selección oficial
En Competición

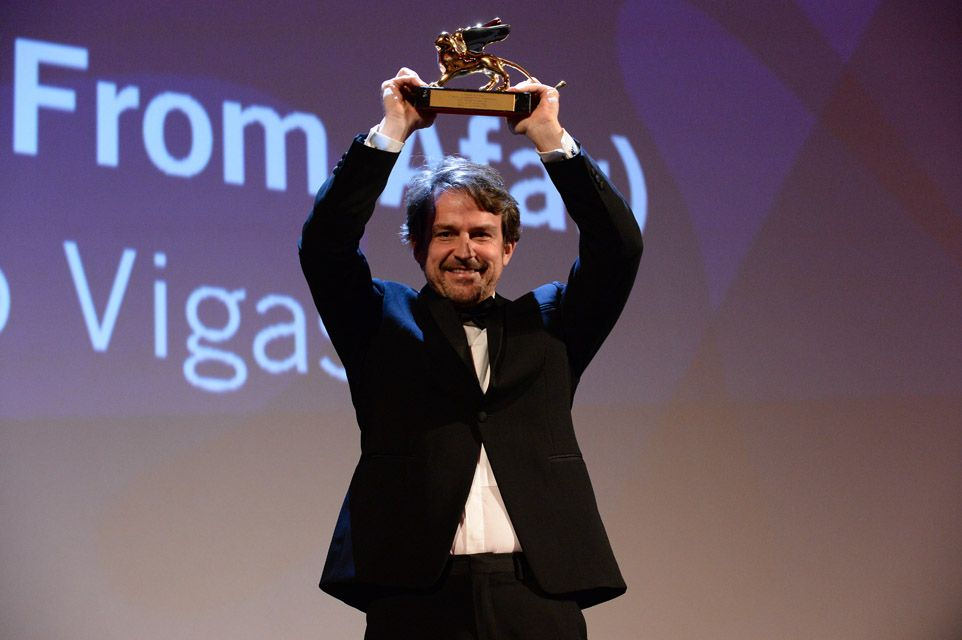
Lorenzo Vigas con el León de Oro por Desde allá

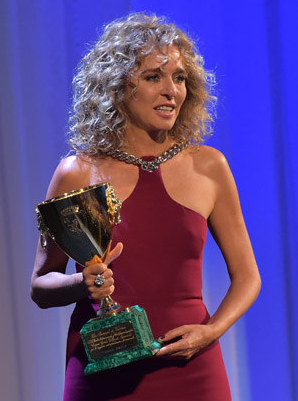
Valeria Golino, ganadora de la Coppa Volpi

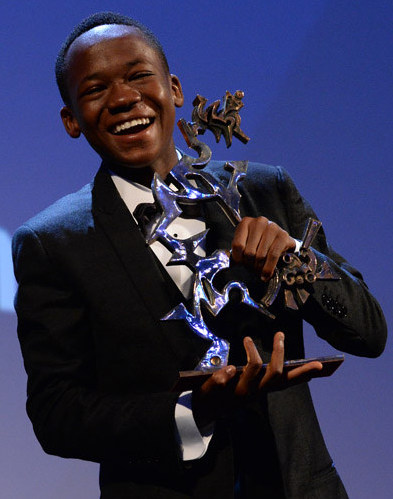
Abraham Attah, ganador del Premio Marcello Mastroianni

- León de Oro: Desde allá por Lorenzo Vigas
- Gran Premio del Jurado: Anomalisa de Charlie Kaufman y Duke Johnson
- León de plata: Pablo Trapero por El Clan
- Copa Volpi
  - Mejor actriz: Valeria Golino por Per amor vostro
  - Mejor actor: Fabrice Luchini por L'Hermine
- Premio Marcello Mastroianni: Abraham Attah por Bestias sin patria
- Premio Osella al mejor guion: Christian Vincent por L'Hermine
- Premio Especial del Jurado: Frenesí por Emin Alper
- León del Futuro – Premio Luigi De Laurentiis en una Película de Debutː La infancia de un líder de Brady Corbet[21]

Horizontes (Orizzonti)
- Mejor películaː Free in Deed de Jake Mahaffy
- Mejor Directorː Brady Corbet por La infancia de un líder
- Premio especial del Jurado: Boi Neon de Gabriel Mascaro
- Mejor interpretación: Dominique Leborne por Tempête
- Mejor Corto - Belladonna de Dubravka Turic

Premios Venezia Classici
- Mejor documental sobre cineː The 1000 Eyes of Dr. Maddin de Yves Montmayeur
- Mejor película restauradaː Saló o los 120 días de Sodoma por Pier Paolo Pasolini

Premios especiales
- León dorado por una trayectoriaː Bertrand Tavernier[22]
- Premio Jaeger-LeCoultre: Brian De Palma[23]
- Premio Persol de Tributo al talento visionario: Jonathan Demme[24]
- Premio L'Oréal París: Valentina Corti

### Premios de secciones independientes
Los siguientes films fueron premiados en la secciones independientes:
Semana Internacional de la Crítica de Venecia
- Premio de audiencia Pietro Barzisaː Tanna de Bentley Dean y Martin Butler
- Premios FEDEORA
  - Mejor películaː Kalo Pothi de Min Bahadur Bham
  - Mejor dirección de fotografíaː Bentley Dean en Tanna

Venice Days
- Premio Giornate degli Autori: Early Winter de Michael Rowe
- Premio BNL elección del público: À peine j'ouvre les yeux de Leyla Bouzid
- Premio Label Europa a la mejor película europeaː À peine j'ouvre les yeux de Leyla Bouzid
- Premio Laguna Sud:
  - Mejor películaː Lolo de Julie Delpy
  - Mejor descubrimiento italianoː Arianna de Carlo Lavagna

### Otros premios
Los siguientes films fueron otorgados a las secciones autónomas:
- Premio FIPRESCI[27]
  - Mejor película: Sangue del mio sangue de Marco Bellocchio
  - Mejor película (Horizons): Wednesday, 9 May (Chaharshanbeh, 19 Ordibehesht) de Vahid Jalilvand

Mención especial: La infancia de un líder  de Brady Corbet
- Premios SIGNIS: Behemoth (Bei xi mo shou) de Zhao Liang

Mención especial: La espera (L'attesa) de Piero Messina
- Premio Francesco Pasinetti (SNGCI):
  - Mejor película: No seas malo de  Claudio Caligari
  - Mejor Actor: Luca Marinelli por No seas malo (Fuera de competición)
  - Mejor actriz: Valeria Golino por Per amor vostro
- Premio Venice Days: ˞La prima luce de Vincenzo Marra
- Leoncino d'Oro Agiscuola Award: La espera (L'attesa) de  Piero Messina
- Premio Brian: Spotlight de Tom McCarthy
- Queer Lionː La chica danesa por Tom Hooper[28]

Mención especial: Baby Bump por Kuba Czekaj
- Premio Arca CinemaGiovani 
  - Mejor película italiana: Pecore en erba de Alberto Caviglia
  - Mejor película Venezia 72: Frenesí de Emin Alper
- Premio FEDIC (Federazione Italiana dei Cineclub): No seas malo de Claudio Caligari (Fuera de competición)

Mención especial: La espera de Piero Messina
- Premios feodoraː 
  - Mejor película euro-mediterránea: Francofonia de Alexander Sokurov
- Premio Fondazione Mimmo Rotella: Alexander Sokurov de Francofonia

Mención especial: Johnny Depp y Terry Gilliam
- Premio Starlight Cinema[29]
  - Premio a una carrera: Lina Wertmuller
  - Premio Internacional: Paz Vega
  - Mejor película: Tale of Tales de Matteo Garrone
  - Mejor actriz revelación: Silvia D’Amico
  - Mejor actor revelación: Giovanni Anzaldo
- Premio humanitario: Myriam Catania

Mención especial: Lucana Film Commission
- - Mejor producción revelación: Buena Onda de Riccardo Scamarcio
  - Premio Intercultural: Reynaldo Gianecchini
- Premio Green Drop: Behemoth de Zhao Liang

Premio Fondazione Mimmo Rotellaː Alexander Sokurov por Francofonia
- Premio especialː  Johnny Depp y Terry Gilliam

Vittorio Veneto Festival de cine
- Premio Vittorio Veneto de Jurado joven: Remember de Atom Egoyan

Mención especial: 11 Minuts de Jerzy Skolimowski
- Mouse de oro: Rabin, el último día de Amos Guitai
- Mouse de plataː Spotlight de Thomas McCarthy

Venice Days
- - Mejor película: Underground Fragrance de Pengfei
  - Mejor director novel: Ruchika Oberoi por Ciudad de Isla
  - Mejor actriz novel: Ondina Quadri por Arianna

Festival de cine futuro Premio Digital
- Anomalisa por Charlie Kaufman y Duke Johnson

Mención especial: Corazón de un Perro de Laurie Anderson
- Premio Nazareno Taddeiː Marguerite por Xavier Giannoli
- Premio Lanterna Magica (CGS)ː Blanka de Kohki Hasei
- Premio abiertoː Carlotta Cerquetti de Harry's Bar
- Premio Lina Mangiacapreː Laurie Anderson por Corazón de un Perro
- Premio Gillo Pontecorvo - Arcobaleno Latino Premioː No seas malo de Claudio Caligari
- Premio INTERFILMː Miércoles, mayo 9 de Vahid Jalilvand
- Premio "Civitas Vitae prossima"ː Alberto Caviglia de Pecore en erba
- Premio de Estrellas de la banda sonora
  - Un más Grande Splash de Luca Guadagnino
  - Equals de Drake Doremus
- Premio a una trayectoriaː Nicola Piovani
- Premio Schermi di Qualità – Carlo Mazzacuratiː No seas malo de Claudio Caligari
- Premio de Noches de los derechos humanosː Rabin, Último Día por Amos Gitai
- Premio AssoMusicaː la canción "Un cuor leggero" de Riccardo Sinigallia, de la película No seas malo
- Premio Sorriso diverso Venezia 2015ː 
  - Mejor película italianaː No seas malo de Claudio Caligari
  - Mejor Película en Lengua Extranjeraː Blanka por Kohki Hasei
- Premio Amnistía Internacional Italiaː "Il cine por i diritti umani"
- Visaranai Por Vetrimaaran
- Premio CITC–UNESCO 2015ː Bestias sin patria por Cary Fukunaga
- Premio NuovoImaie Talent:
- Mejor actriz en una Película de Debut – Ondina Quadri para Arianna
- Mejor actor italiano en una película de Debutː Alessandro Borghi para No seas malo
- Premio al Presupuesto Innovadorː Un más Grande Splash de Luca Guadagnino